# Haus Rott (Troisdorf)

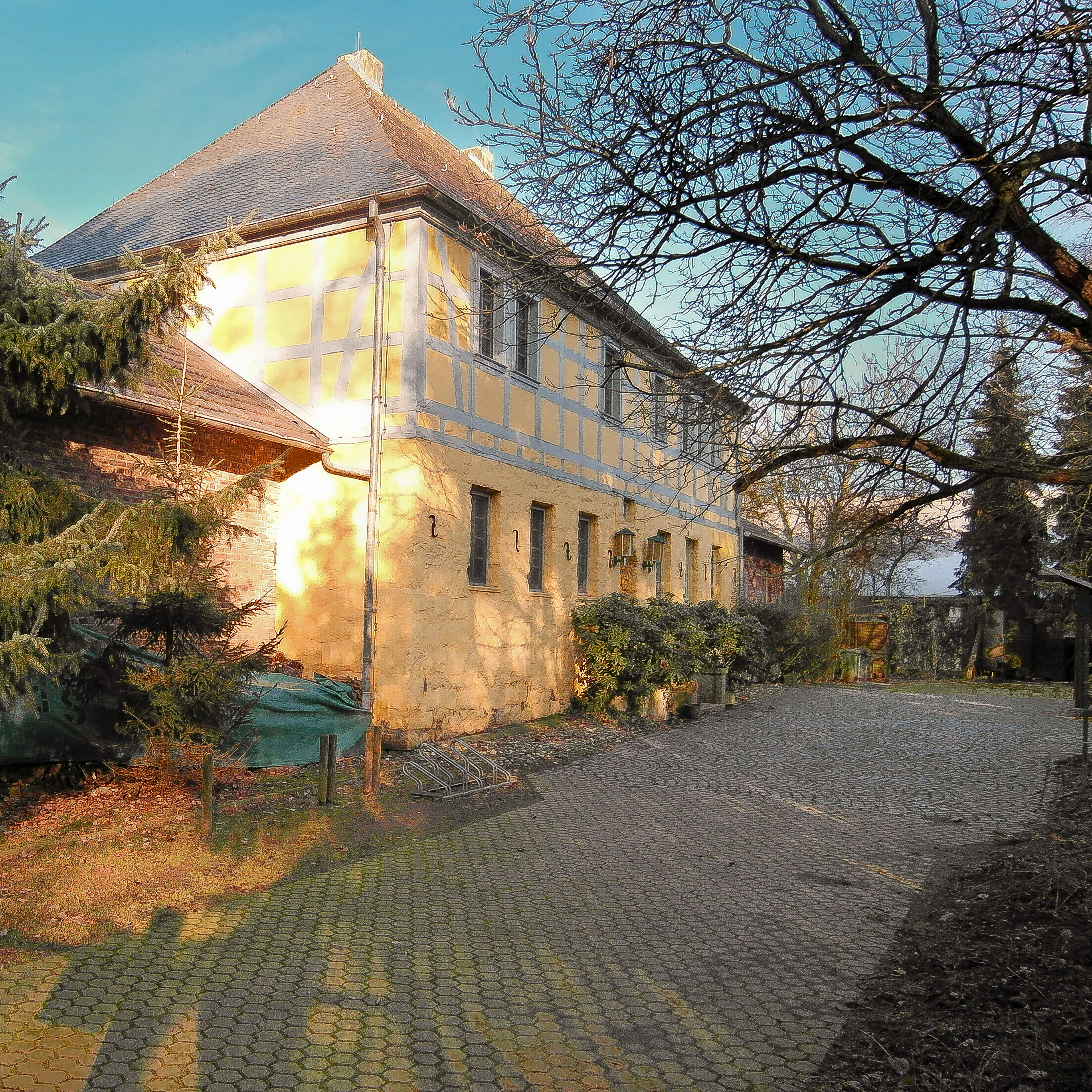
Haus Rott in Troisdorf

Das Haus Rott ist ein ehemaliges Herrenhaus in Troisdorf im Rhein-Sieg-Kreis in Nordrhein-Westfalen. Das Haus wurde namensgebend für den Troisdorfer Stadtteil Rotter See. Es steht als Baudenkmal unter Denkmalschutz.

## Geschichte
Der erste urkundliche Nachweis des Hauses Rott, einer Burganlage mit umfangreichem Wall- und Grabensystem, stammt aus dem Jahre 1289 als Rittersitz der Herren von Deutz-Rott. Am 28. August 1416 zerstörten Kölner Truppen das Schloss.
Im 16. / 17. Jahrhundert wurden Vorburg und die heutigen Wohngebäude erbaut. Auch Reste des Wohnturmes und der Befestigungsanlage existieren noch.
Das Anwesen gehörte im Laufe der Jahrhunderte durch Heirat, Erbteilungen und Verkauf zahlreichen Besitzern, von Mitte des 18. Jahrhunderts bis 1923 der Familie Spies von Büllesheim. Ludwig Spies von Büllesheim stellte 1834 kostenlos Grund aus seinem Besitz für die Errichtung der Station 53 des preußischen optischen Telegrafen im Troisdorfer Stadtteil Spich (heute Forsthaus Telegraph) zur Verfügung.
1969 erwarb die Gemeinde Sieglar Haus Rott und das umliegende Gebiet. Bis 2019 wurde das Anwesen unter anderem von einem Reitverein genutzt. Seit 2021 wird es privatwirtschaftlich zu einem Wohnquartier entwickelt.